# Motylek (film 2002)
Motylek (Le Papillon) – francuski film familijny z 2002 roku w reżyserii Philippe Muyla. Film opowiada historię przyjaźni zdziwaczałego emeryta i kolekcjonera motyli Juliena z mieszkającą w sąsiedztwie ośmioletnią Elsą. Wkrótce wyruszają w góry Masywu Centralnego w poszukiwaniu rzadkiego motyla, który interesuje Juliena. W tym czasie policja poszukuje Elsy.

## Obsada[1]
- Claire Bouanich - Elsa
- Michel Serrault - Julien
- Nade Dieu - Isabelle
- Jerry Lucas - Sébastien
- Jacques Bouanich - ojciec Sébastiena